# 研究倫理
研究倫理（けんきゅうりんり、英: Research ethics）とは、生命倫理・医療倫理などを含む、倫理的基本原則を研究に適用した応用倫理の一つ。

## 課題

### その他、研究公正（Research integrity）
その他、研究倫理とは異なる研究公正（Research integrity）の分野

#### 科学における不正行為
以下、研究倫理に関連し、「正義の原則」に反する「科学における不正行為（scientific misconduct）」、例えば、捏造 (科学)、補助金詐欺、剽窃などなど「研究不正」について。
研究者は研究活動で公正な社会性を有するべきという社会規範のひとつであり，研究公正という概念の前提条件になる。広義には「科学者の社会的責任」に属し，狭義には科学者が属する研究機関における「職務責任」と見なすことができる。
研究成果を発表・報告・申請する文書（学術出版、論文、書籍、レポート、申請書など）は特に重要視され，この中の捏造、改竄、盗用は、研究公正に違反する科学における不正行為とされる。この場合、所属大学・所属研究機関から懲戒処分や学位取消処分などの処分がなされるとだけではなく，所属機関も管理責任のみならず社会的責任が問われる。これらの不正行為は一般的には犯罪ではないが、違反が顕著な場合や公的な研究助成がある場合は犯罪行為とみなされる。
なお、ここでのべる研究倫理は、生命倫理、医療倫理、職業倫理、技術者倫理などと根本規範を共有するが，
研究結果を応用する際に必要な社会性の担保よりも研究活動自体の社会性を担保するための規範である。

##### 用語
研究倫理を「倫理」として捉えると、「道徳」「善悪」を具体化した自然法のひとつと見なすことができる。この意味では研究倫理は、英語の「モラル（moral）」であり、人間社会の原初的な規範のひとつとなる。一方、英語の「エシックス（ethics）」という概念で捉えると、研究倫理の意味に特定の組織の規範という観点が強調され、研究という職業をこなすにあたっての掟、考え方・規則・対処法となる。この場合、大学・大学院や研究機関での研究の考え方やスキルが重要となる。
英語の「Research misconduct（Scientific misconduct）」は、狭義には「捏造」「改竄」「盗用」の3つに限定した不正行為である。混乱を避けるため、この3つを、文部科学省は、2014年に「特定不正行為」と命名した。白楽ロックビルは、「研究不正」に対応させた「研究ネカト」と呼ぶことを提唱している。本記事では、「研究不正」や「科学における不正行為」の用語を避け、かつ、「特定不正行為」や「研究ネカト」の用語はがまだ定着していないので、なるべく、「捏造」「改竄」「盗用」と記述した。

##### 研究倫理事件の概要
学術研究は信頼という土台の上に構築されている。研究者は研究公正の原則に沿って誠実に研究し、発表や報告する内容は正確でバイアスがない事実だと、社会は受け止めている。しかし、現実には、そうではないケースが一定の割合で生じている。研究者に研究公正の重要性を周知徹底させ、研究規範を遵守させていかないと、研究倫理に違反する事件がますます生じるようになる。
日欧米の生物医学研究分野で研究倫理事件が多発しているが、分野は文系・理系を問わない。
研究倫理には「研究」という語句がついているが、教育の場でも研究倫理に違反する行為が散見し、米国では、カンニングと同じレベルの学業不正ととらえられている。中学生、高校生、大学生、大学院生のレポート・論文・履歴書での捏造、改竄、盗用は明白な不正行為である。
米国では、中等教育・大学教育の場での悪質な研究倫理不正に対して、警告処分・単位不認定・停学処分・退学処分などが課されている。日本では、現在そのような処分は課されていないが、処分されるようになるだろう。
欧米では、学位論文に捏造、改竄、盗用が発覚すれば、一度授与した学位ははく奪される。
日本でも、2007年に修士論文の盗用が最初に問題視され（文京学院大学）、授与した修士号がはく奪された。博士論文の不正が最初に問題視されたのは2008年の山形大学の事件である。この時、博士号ははく奪されていないが、その後、以下に示すように、授与した博士号ははく奪されることが一般的になった。
2015年3月27日、東京大学は、2005-2007年に博士号を授与した3人の元大学院生の博士論文にデータ捏造や改竄があったという理由で、博士号をはく奪した。
大学教員や研究機関の研究員が研究倫理に違反する行為をした時は、欧米では研究界から排除され、違反が顕著な場合は犯罪行為とみなされる場合もある。日本では、所属大学・所属研究機関から懲戒処分されるが、研究界から排除されないし、犯罪行為とみなされない。

##### 研究倫理事件への米国の対応

###### 1980年以前
1980年以前にも研究倫理事件が生じていたが、研究者個人の問題で例外的なケースと扱われていた。例えば、以下の有名な事件がその一例である。
- 1974年 サマーリン事件：スローン・ケタリング記念癌研究所のウィリアム・サマリンが皮膚移植でデータを「ねつ造」した[6]

###### 1980年代
1980年前後に、米国の著名な大学の生物医学研究分野で、以下のような研究倫理事件が多発し、例外的と見なせなくなり、大きな社会問題になった。
- 1980年 ソーマン事件：イェール大学・准教授のヴィジェイ・ソーマンが糖尿病の研究でデータを「ねつ造」した[7]
- 1980年 アルサブティ事件：米国の大学の生物医学系研究室で、エリアス・アルサブティが癌の基礎研究に関する50～60報の論文を「盗用」した[8]
- 1981年 ダーシー事件：ハーバード大学のジョン・ダーシーが心臓の研究でデータを「ねつ造」した[9]
- 1981年 スペクター事件：コーネル大学の大学院生マーク・スペクターが癌細胞の研究でデータを「ねつ造」した[10]

それで、研究者コミュニティ、学協会(アメリカ科学振興協会（AAAS）、アメリカ大学協会（AAU）)、研究ジャーナル編集部、連邦政府が研究倫理問題に取り組み始めた。

###### 研究公正局の発足
1989 年 米国連邦政府・健康福祉省に「科学公正局」発足させた。この「科学公正局」は、現在の「研究公正局」である。
研究公正局は、生物医学の研究助成を受けた研究の研究不正が対象だが、実質的には、米国の研究不正に対処する中枢的な連邦政府機関である。告発の調査、研究不正防止の研修、教育、ニュースレターの無料配布、研究不正に関する研究、全米の研究者に「研究不正」研究の研究費を支援している。
米国科学アカデミーは、研究界の不祥事を3つのカテゴリーに分類している
- カテゴリー1：「研究不正」＝「捏造」「改竄」「盗用」
- カテゴリー2：「問題ある研究行為」。研究記録不備、査読、オーサーシップ。
- カテゴリー3：「研究違法行為」。研究実施に伴う法・条例違反や犯罪行為で、研究行為とは直接の関係がない。例えば、セクハラや研究費不正など。

米国研究公正局は、上記カテゴリー1の「捏造」「改竄」「盗用」の3つを「研究不正」と定義し、対応している。カテゴリー2、カテゴリー3は管轄外で、対応していない。

##### 研究倫理事件への日本の対応
日本の研究倫理への対応は、すべての点で欧米にかなり遅れた。
2000年11月5日、毎日新聞が藤村新一の旧石器捏造事件を報じた頃から、マスメディアが大学教授や研究者のデータねつ造、論文盗用、研究費不正などの事件を報道するようになった。
2005年頃、米国に約25年遅れて、米国の研究倫理事件への対応を取り入れる形で、日本でも、日本学術会議、総合科学技術会議などが対策に動き出した。
その集大成が、米国・研究公正局の考え方・やり方に追従する内容の文部科学省ガイドライン「研究活動の不正行為への対応のガイドラインについて」で、2006年8月8日に制定した。2006年版ガイドラインで、「捏造」「改竄」「盗用」の3つを研究倫理に違反する主要な不正行為とした。
このガイドラインを、2014年8月26日に改訂した。以下、2014年版ガイドライン「研究活動における不正行為への対応等に関するガイドライン」に記載された不正行為を引用する。
文部科学省は、「捏造」「改竄」「盗用」の3つを、2014年版で「特定不正行為」と命名した。白楽ロックビルは、この3つを、米国の研究公正局の「研究不正」（Research Misconduct）に対応させて、「研究ネカト」と呼ぶことを提唱している。
また、2014年版では、2006年版の冒頭部分「本ガイドラインの対象とする不正行為は、発表された研究成果の中に示されたデータや調査結果等の捏造と改竄、及び盗用である。ただし、故意によるものではないことが根拠をもって明らかにされたものは不正行為には当たらない。」の「故意によるものではないことが根拠をもって明らかにされたものは不正行為には当たらない」という文章がなくなり、「研究者としてわきまえるべき基本的な注意義務を著しく怠った」場合は不正とみなされることになった。

##### 研究倫理問題への対処

###### 国家システム
世界の3つのタイプ
2009年のカナダのハルレポートは、研究公正当局の法的な調査権限に基づき、55か国・地域の国家研究公正システムを以下の3つのタイプに分類した。松澤孝明が以下のようにまとめている。
- タイプ1は、米国、デンマーク、ノルウェー、クロアチア、中国の5か国・地域。一例は、米国・研究公正局。
- タイプ2は、フィンランド、ポーランド、オーストリア、ドイツ、英国、カナダなどの14か国・地域。一例は、英国研究公正室（UKRIO：UK Research Integrity Office）。
- タイプ3は、日本、フランス、アイルランド、インド、ベルギーなどの26か国・地域。

米国は、最も先進的なタイプ1に分類されている。
日本
上記のハルレポートでは、日本は、「国レベルでの独立性の高い研究公正当局やコンプライアンスシステムが存在しない」最も後進的なタイプ3に分類されていた。
2015年4月、米国の研究公正局と名称は似ているが、機能が異なる研究公正推進室が文部科学省に設置された。
研究公正推進室は「企画及び立案並びに推進」の「事務をつかさどる」部署で、米国・研究公正局がもつ調査権限はない。各大学・研究機関が調査し「捏造」「改竄」「盗用」「二重投稿」「不適切なオーサーシップ」と認定した事案を、文部科学省のサイトに発表している。但し、行為者の氏名は伏せてある。
研究公正推進室の設置で、日本の国家研究公正システムはタイプ3からタイプ2になった。

##### 文部科学省認定の研究不正事案一覧
文部科学省は、2014年8月、捏造、改竄、盗用を特定不正行為と命名し、2015年4月以降に報告を受けた特定不正行為を公開することとした
それを受け、2015年4月以降、特定不正行為とそれ以外の不正行為（二重投稿や不適切なオーサーシップなど）の事案をウェブサイトに公開し始めた。
米国の研究公正局が1993年から公開し始めた事案（Case Summary）公開を、22年後に取り入れたのである。
公開内容は、米国に比べ、全体的に内容が詳細である。例えば、当該研究機関に不正行為の発生要因及び再発防止策が記載させ、それを公開している。
但し、米国では実名記載だが、「公開する目的に鑑みて、特定不正行為に関与した者等の氏名については、文部科学省ホームページに掲載しないものとする」と、研究不正者の氏名を公表していない。つまり、研究不正者を誰と特定できない。

#### 大学・研究機関の対応

##### 規則・ガイドライン
日欧米のほとんどの大学・研究機関は研究倫理に関する規則を設けている。また、研究公正に違反しないためのガイドラインをウェブサイトに掲載していることが多い。
大学・研究機関に所属する大学院生・教員・職員に研究公正違反の疑念が生じたとき、数名の調査委員会（学外あるいは所外の専門家・大学教授を含めた5人のことが多い）を設置し、徹底的な調査にあたらせる。また、関係官庁へ報告する。調査は数か月から年単位に及ぶが、調査報告書にまとめ、委員会招へい先に提出する。欧米では、調査報告書全文がインターネット上に公表されることもあるが、日本では、概要だけが公表される、あるいは概要も公表されないことが多い。
大学・研究機関が「捏造」「改竄」「盗用」があったと判定した時、違反者は、米国では研究界から排除される。欧州も若干甘いがほぼ同様に排除される。欧米では違反が顕著な場合は犯罪行為とみなされる。
日本では、所属大学・所属研究機関が、行為者に懲戒処分から処分なしまでの幅広いペナルティ（あるいはペナルティなし）を科している。懲戒処分されても、研究界から排除されないし、犯罪行為とみなされない。但し、研究費不正に関しては詐欺罪に問われた事例がある。

##### 研究公正官（Research Integrity Officer）
米国連邦政府・健康福祉省・NIHの研究費を申請・受給する大学・研究所は、最低1人の研究公正官（Research Integrity Officer）の配置（兼任可）が義務づけられている。
それで、米国のほとんどの大学・研究機関に研究公正官（Research Integrity Officer）が配置されている。研究公正官が、所属大学・研究機関の研究倫理に関する教育・広報・公益情報への対処、事件の調査を行なう。研究公正局は研究公正官の活動をサポートする。
健康福祉省の研究公正局は、全米の大学・研究機関に所属している研究公正官の活動をサポートする。
日本の大学・研究機関に研究公正官はいない。
日本は、研究倫理に特化した事務局組織をもつ大学・研究機関は、早稲田大学、理化学研究所など少ない。ほとんどの大学・研究機関は、事務局の事務員がいくつかの業務の1つとして、必要に応じ研究倫理を扱っている。
というわけで、研究倫理に詳しい専門家は、教員にも事務職員にもいないことが多い。

###### 教育機関・研究機関での教育・研修
一般に、米国の研究倫理教育・研修に比べ、日本の研究倫理教育・研修は大きく遅れていたが、2015年頃から大きく改善されつつある。
米国
米国では中学高校から学業不正の1つとして教育しているが、日本の中学高校ではしていない。
2009年11月、米国ではNIHに奨学金などに申請する学部生、大学院生、ポスドクなどの訓練生は研究倫理教育の受講を義務とし、大学教員・研究所研究員に研究倫理教育の受講を強く推奨した。
アメリカ国立科学財団 (National Science Foundation, NSF)も同様の措置を取った。
2013年2月、アメリカ合衆国農務省・食品農業研究所（National Institute of Food and Agriculture）は、訓練生だけでなく、研究に関連するすべての教員・研究員・スタッフに研究倫理教育の受講を義務化した。
つまり、米国のすべての理系の学部生・大学院生・ポスドク、大学教員、研究所研究員は実質的に研究倫理教育が義務化されている。
日本
日本の大学・大学院では、カリキュラムに組み込んで必修科目としていた学部教育はなく、大学院教育では、大阪大学医学大学院、九州大学医学大学院、関西医科大学大学院の3大学院だけだった。
必修ではないが、定期的に教育していた大学・大学院は、早稲田大学などがあり、また、研究倫理に詳しい教員がいる大学では、その教員が自分の担当科目の中で研究倫理教育をしていた（例、お茶の水女子大学）。
一方、2014年8月26日に改訂した文部科学省のガイドライン「研究活動における不正行為への対応等に関するガイドライン」は、各大学・研究機関に「研究倫理教育責任者」を配置し、大学院生・教員・研究者に定期的に研究倫理教育することを求めた。
また、文部科学省系列の2大研究助成機関の1つである科学技術振興機構は、研究費の申請条件に研究倫理教育の修了を2015年から義務化した
それを受け、2015年4月から産業技術総合研究所は研修プログラムの受講を義務化した。日本のほとんどの大学・研究機関も所属する教員・研究者に研究倫理教育を義務化したと思われる。
しかし、研究倫理に詳しい大学教授は日本に数人しかいない。
そこで、文部科学省は、「大学間連携共同教育推進事業」の1つとして「研究者育成の為の行動規範教育の標準化と教育システムの全国展開（CITI Japan プロジェクト）」を、それ以前の2012年から展開し、CITI Japanの教材をe-ラーニングで学ぶプログラムを確立していた。
なお、CITI Japan プロジェクトの内容は以下の通り大学院生向けである。
一方、白楽ロックビルの分析、埼玉学園大学の菊地重秋の分析、松澤孝明の分析など実証的データはどれも「日本では教授など地位が高い人が研究不正をする」と結論している。しかし、大学教員・研究員向けのe-learning教材はない。大学院生レベルの倫理教育の受講でも、研究倫理の知識とスキルはそれなりに向上するだろう。

###### 研究助成機関
米国の研究倫理問題への対策中枢である研究公正局は、生物医学研究を助成する連邦機関であるNIHと密接な関係がある。
NIHに研究助成を申請する大学・研究機関に研究公正官(Research Integrity Officer)を配置すること、訓練生（学部制・大学院生・ポスドク）に研究倫理教育の受講を義務づけ、大学教員・研究員に受講を強く推奨している。
米国・研究公正局ではNIHが助成した研究に関する捏造、改竄、盗用について、以下の業務を行なっている。
- 不正研究の検知・調査・防止の方針・手順・規則の開発。研究倫理研修のための多量の資料がインターネットで閲覧できる。
- NIH研究所内の不正研究、NIHからの研究助成金の申請者と受給者の不正研究、健康福祉省（HHS)・監察総監室（Office of Inspector General）からの研究助成金の申請者と受給者の不正研究について調査の評価と監視
- 不正研究申し立てに対処する大学・研究機関への技術的援助、信頼研究行為の教育、研究公正性の促進、不正研究の防止、不正研究申し立てに対する対処の改善への活動と計画の実施
- 不正研究、研究公正性、防止の知識基盤の構築のための政策分析、評価、研究を行ない、健康福祉省（HHS)の研究公正の政策と手続きを改善する
- 各研究機関との連携の維持、告発者に対する報復申し立てへの対応、NIH所内・所外の政策および手続きの承認、情報自由法(Freedom of Information Act)およびプライバシー法(Privacy Act)への対応への管理。

米国・研究公正局は、調査の結果、捏造、改竄、盗用があったと判定した時、不正研究をした研究者を研究界から排除する方針の処分をする。まず、不正の具体的内容と実名・所属機関を公表する。同時に、NIH関係の研究費を数年間（通常は3年間）申請不可、研究費審査員になれないという締め出し処分(debarment)を科している。ただし、不正者の研究助成金を引き戻したり、受領を差し止めたり、刑事訴追に持ち込む権限は持っていない。
アメリカ国立科学財団 (National Science Foundation, NSF)は、生物医学以外の科学・工学の研究を助成する連邦機関である。研究助成を申請する訓練生（学部制・大学院生・ポスドク）に研究倫理教育の受講を義務づけ、大学教員・研究員に受講を強く推奨している。
アメリカ国立科学財団では監察部（Office of Inspector General）が、研究費受領者の「捏造」「改竄」「盗用」を含めた「研究上の不正行為」を調査する。不正行為の報告は不正者を匿名で扱っている。監察官は調査するだけでなく、不正者の研究助成金を引き戻したり、受領を差し止めたり、刑事訴追に持ち込むことができる。
科学技術振興機構は文部科学省系列の2大研究助成機関の1つである。組織として総務部に研究公正室を設け、責任ある研究活動の推進・不正の防止に勤め、告発窓口や相談窓口を設けている。研究費の申請条件に研究倫理教育の修了を2015年から義務化した。
日本学術振興会も文部科学省系列の2大研究助成機関の1つである。組織として研究事業部に研究倫理推進室を設け、誠実な研究活動の推進に勤め、告発窓口を設けている。

#### 学会

##### 学会員向けの研究規範
世界の多くの学会は研究倫理委員会を設け、学会員向けに研究規範規定を策定している。例えば、米国の細胞生物学会、日本の日本薬学会や日本分子生物学会は熱心に活動している。
世界の多くの学会は、所属会員に「捏造」「改竄」「盗用」の嫌疑がかかっても、学会は調査しない。退会勧告や除名などの処分もしない。

##### 研究倫理学会
研究公正や研究倫理を研究し議論を深めることに特化した日本の学会（例えば、研究公正学会、研究倫理学会）は設立されていない。また、外国の学会も設立されていない。
ただし、学会活動の一領域として研究公正や研究倫理の研究成果を発表し議論する学会はいくつかある。日本の科学技術社会論学会はその代表だったが、2016年2月現在、日本で研究発表する研究者がいない。外国ではアメリカ科学振興協会（AAAS）がその代表である。
国際集会は、世界研究公正会議（World Conference on Research Integrity）があり、2～3年に一度開催されている。
- 5回目：アムステルダム、オランダ（2017年5月28日‐31日）予定
- 4回目：リオデジャネイロ、ブラジル（2015年5月31日‐6月3日）
- 3回目：モントリオール、カナダ（2013年5月5日‐8日）
- 2回目：シンガポール（2010年7月21日‐24日）
- 1回目：リスボン、ポルトガル（2007年9月16日‐19日）

###### 学術論文出版界
投稿論文および掲載論文に研究公正上の問題が生じると、研究ジャーナルの編集委員長が対応する。編集委員長はその研究分野で優れた大学教授または研究者が就任している。
編集委員長は、掲載論文に「捏造」「改竄」「盗用」が見つかれば、公表し、掲載論文を撤回する。投稿論文に同様の不正が見つかれば、投稿論文を掲載せず、却下する。いずれにせよ、不正を行なった研究者の所属機関に連絡する。
研究ジャーナルの編集委員長は、その研究分野の高度な学識を備えていなければならないが、同時に、研究公正に違反する投稿論文および掲載論文の調査や処分に関する知識・対処スキルが必要である。また、学術論文・書籍を出版する編集部員も著作権や研究倫理に関する知識・対処スキルが必要である。
それら学術論文の出版に関する研究倫理規範のガイドラインを作成し、編集委員長や出版社編集部員の相談や助言をする以下の世界的な組織がある。
- 出版規範委員会「COPE」（Committee on Publication Ethics）：生物医学系学術雑誌の論文出版における規範問題を検討する世界的組織

###### マスメディア
欧米では、大学・研究機関や公的機関が研究不正者と認定した行為者を基本的には顔写真付きで実名で報道する。匿名の場合はまれである。記者の独自取材やインタビューも多く、報道は詳細である。
日本のマスメディアは、事例の数割を匿名で報道している。記者の独自取材やインタビューはなく、報道は簡素である。海外の事件よほどの大事件でない限り、ほとんど報道しない。

###### 出版後査読・公益通報
出版後査読（post publication peer-review）活動の1つとして、出版された論文の不正問題が指摘されている。以下のような出版後査読・公益通報の組織・個人が、2016年2月現在活動している。

###### 日本
- 世界変動展望 ：不正論文告発ブログ。運営者は匿名。

###### 外国
- パブピア（PubPeer）[42]：英語の不正論文告発サイト。
- 撤回監視（Retraction Watch、リトラクション・ウオッチ）[43]：米国の英語の論文撤回監視サイト。
- ヴロニプラーク・ウィキ（en:VroniPlag Wiki）[44]：ドイツ語の論文盗用告発サイト
- ディザーネット（en:Dissernet）[45]：ロシア語の論文盗用告発サイト